# 세종오송로
세종오송로(Sejongosong-ro)는 세종특별자치시 용호동과 충청북도 청주시 흥덕구 오송읍 봉산리 오송역을 잇는 도로이다. 간선급행버스 전용 중앙차로가 설치되어 있다.
2017년 7월 7일 청주시 구간이 지방도 제604호선에서 지방도 제504호선으로 변경되었다.

## 연혁
- 2012년 9월 18일 : 세종특별자치시 연동면 문주리 ~ 예양리 5.19km 구간 개통[1]
- 2012년 10월 22일 : 세종특별자치시 동면 용호리 495m 구간 개통[2]
- 2013년 5월 2일 : 2개 이상 시·도에 걸쳐 있는 도로로 세종오송로를 고시[3]
- 2017년 7월 7일 : 지방도 제604호선의  청주시 흥덕구 오송읍 동평리 미호대교에서 오송리 오송역 4.7km 구간을 분할해 지방도 제504호선 신설[4]

## 주요 경유지
세종특별자치시
- 용호동 - 연동면

충청북도
- 청주시 흥덕구 오송읍

## 노선
| 이름                                                | 접속 노선     | 소재지                | 소재지                 | 비고                     |
| --------------------------------------------------- | ------------- | --------------------- | ---------------------- | ------------------------ |
| 용호리                                              | 한누리대로    | 세종특별자치시        | 반곡동                 |                          |
| 꽃구름교 문주1교 문주2교 승용1교 승용3교 예양과선교 |               | 세종특별자치시        | 반곡동                 |                          |
| 예양 교차로 (예양1교)                               | 청연로        | 세종특별자치시        | 연동면                 |                          |
| 예양2교                                             |               | 세종특별자치시        | 연동면                 |                          |
| 미호대교                                            |               | 세종특별자치시        | 연동면                 |                          |
| 청주시                                              | 흥덕구 오송읍 | 지방도 제504호선 구간 |                        |                          |
| 청주시                                              | 흥덕구 오송읍 | 지방도 제504호선 구간 | 오송1 교차로 (오송1교) | 지방도 제508호선         |
| 청주시                                              | 흥덕구 오송읍 | 지방도 제504호선 구간 | 오송2교                |                          |
| 청주시                                              | 흥덕구 오송읍 | 지방도 제504호선 구간 | 오송2 교차로 (오송3교) | 국도 제36호선 (가로수로) |
| 청주시                                              | 흥덕구 오송읍 | 지방도 제504호선 구간 | 오송역                 | 오송가락로               |